# Circleville, Ohio
Circleville är administrativ huvudort i Pickaway County i delstaten Ohio. Enligt 2010 års folkräkning hade Circleville 13 314 invånare.